# Сельское поселение Ермолинское (Истринский район)
Сельское поселение Ермолинское — упразднённое муниципальное образование (сельское поселение) в Истринском муниципальном районе Московской области. Административный центр — посёлок Агрогородок.

## Население
| 2006  | 2007  | 2008  | 2009  | 2010  | 2011  |
| ----- | ----- | ----- | ----- | ----- | ----- |
| 2588  | ↗3304 | ↘3276 | ↘3252 | ↗3402 | ↗3465 |
| 2012  | 2013  | 2014  | 2015  | 2016  | 2017  |
| →3465 | ↗3525 | ↘3499 | ↘3461 | ↘3449 | ↘3363 |

## География
Поселение расположено в восточной части района. Граничит с городскими поселениями Снегири и Истра, сельскими поселениями Ивановским, Лучинским и Бужаровским, а также сельским поселением Соколовским и городским поселением Андреевка Солнечногорского района. Площадь сельского поселения — 13 132 га, по его территории с юга на север проходит автодорога А113 — Центральная кольцевая автомобильная дорога и Большое кольцо Московской железной дороги. Поселение лежит, в основном, в бассейне реки Песочная (левого притока Истры).

## История
Ермолинский сельский совет был образован 11 октября 1939 года, в июле 2004 года постановлением главы Истринского района уже к Ермолинскому сельскому округу был присоединён Духанинский. В декабре 2005 года Ермолинский сельский округ был реорганизован в сельское поселение Ермолинское.
Законом Московской области от 22 февраля 2017 года № 21/2017-ОЗ, 11 марта 2017 года все муниципальные образования Истринского муниципального района — городские поселения Дедовск, Истра и Снегири, сельские поселения Бужаровское, Букарёвское, Ермолинское, Ивановское, Костровское, Лучинское, Новопетровское, Обушковское, Онуфриевское, Павло-Слободское и Ядроминское — были преобразованы, путём их объединения, в городской округ Истра.

## Состав
В состав поселения входили 3 посёлка, 1 село и 16 деревень:
| Вид     | Наименование | Население, чел. (2010) |
| ------- | ------------ | ---------------------- |
| посёлок | Агрогородок  | 1665                   |
| деревня | Адуево       | 6                      |
| деревня | Алексино     | 225                    |
| деревня | Андреевское  | 160                    |
| село    | Дарна        | 53                     |
| деревня | Духанино     | 206                    |
| деревня | Еремеево     | 1                      |
| деревня | Ермолино     | 22                     |
| деревня | Ивановское   | 132                    |
| деревня | Кашино       | 94                     |
| деревня | Лисавино     | 25                     |
| деревня | Максимовка   | 22                     |
| деревня | Никольское   | 28                     |
| посёлок | Огниково     | 183                    |
| деревня | Подпорино    | 14                     |
| посёлок | Полевшина    | 46                     |
| деревня | Рычково      | 387                    |
| деревня | Сокольники   | 116                    |
| деревня | Сысоево      | 0                      |
| деревня | Холмы        | 17                     |

Ранее в поселении существовали населённые пункты: Посёлок станции Манихино-2, Посёлок Школы имени 15 лет Октября, деревни Куртасово и Степаньково, выселенные в 1980-х годах.